# 横尾博
横尾 博（よこお ひろし、1950年12月27日 - ）は、日本の実業家。ミニストップ代表取締役社長や、同社取締役会長、オリジン東秀取締役会長等を経て、イオン取締役会議長。

## 人物・経歴
京都府出身。1974年帯広畜産大学畜産学部卒業、ジャスコ入社。1985年ミニストップ・ストア・アドバイザー部長。1986年ミニストップ入社。1989年ミニストップ取締役に昇格。1993年ミニストップ常務取締役。1999年ミニストップ専務取締役。2000年からミニストップ代表取締役社長を務め、ファーストフードの強化を進めるなどした。
2008年ミニストップ取締役会長、オリジン東秀取締役会長、イオン執行役戦略的小型店事業最高経営責任者。2011年イオン専務執行役戦略的小型店事業最高経営責任者兼グループ商品・商品改革最高責任者。2012年イオン専務執行役社長補佐兼戦略的小型店事業最高経営責任者兼グループ商品最高責任者。2014年イオン取締役会議長。
2020年イオン取締役会議長を退任し、イオン顧問に就任。この間、2015年から公益財団法人イオン1％クラブ理事長を務めたほか、やまや取締役、イオントップバリュ監査役等も兼務した。